# ぽわん
ぽわんは、メイビーモエ（ギター、ボーカル）を中心としたデストロイポップ・バンド。

## メンバー

### 現メンバー
- メイビーモエ

ギター、ボーカル、作詞、作曲、総合演出 担当。2015年3月までは「ヨシヤマモエ」名義で活動。1980年代に活動したパンクバンドTHE ZOLGEのベース・HIDEKIの長女。
ロック・ポップバンドひらくドアにも所属。コーラス・キーボードを担当していた。（2013年6月～2014年3月（解散）まで）

### 旧メンバー
- 戸田らら美

ベース担当。方向性の相違を理由に2014年12月31日をもって脱退。
- ファズミサキ

キーボード、脱衣担当。2013年7月正式加入。2015年3月までは「神永ミサキ」名義で活動。2015年9月脱退。
- ミノリンチーノ

キーボード担当。2016年10月加入。同年11月22日、下北沢GARAGEにて行われたライブにて初披露。
2017年3月2日、「メンバーに対して絶対についてはいけない嘘をつき、スタッフにも多大なる迷惑を掛けた」ことを理由に無期限謹慎処分を受けていたが、同年3月17日に脱退を発表。
- 舘 松子莉（タチ マツコリ）

女装家、ドラムス、拡声器担当。2013年1月正式加入。2015年3月までは「マツナリナオキ」名義で活動。愛称はマツコ。
大の酒好きだが、機材者の運転役を任されているためライブの時はほとんど飲めない。
- マリナティシャン

ベース担当。追加メンバー（ベース担当）募集オーディションにて合格。2015年4月1日に行われたワンマンライブにて正式加入。加入前はエステティシャンをしていた。
- あししオポチュニティー

ギター担当。2015年12月25日加入。

## 来歴
2012年
- 9月、自主制作盤「FU・KU・RO・TO・JI」（現在は廃盤）をライブ会場限定発売。

2013年
- 1月、結成よりサポートメンバーだったマツナリナオキが女装家として正式加入[10]。
- 4月4日、初のワンマンライブを渋谷HOMEにて開催。
- 6月5日、ファーストアルバム「GPO（グレート・ポワン・オンガク）」をポニーキャニオン子会社のPCI MUSICより全国発売[11]。
- 7月13日、渋谷o-nestにて開催されたVampillia主催イベントに出演し、アイドルグループBiSらと共演[12]。この直後、新メンバーに神永ミサキが加入した。
- 11月、自主制作盤「セーラー服を着させてe.p.」をライブ会場限定発売。この日から衣装がセーラー服となった。

2014年
- 3月9日、ふぇのたす、モルヒネ東京を迎えた企画公演を新宿motionにて開催。神永ミサキが客席にダイブし、この模様が米国の権威ある音楽チャートビルボードの日本語情報サイトにて紹介され[13]、以降数多くの出来事が取り上げられるようになる。
- 4月6日、音楽イベント「ぐるぐる回るTOIRO」が開催されていたさいたまスーパーアリーナでゲリラライブ。神永ミサキが水着になり、BiSの「nerve」を披露した[14]。
- 5月2日、2度目のワンマンライブを渋谷LUSHにて開催。この日までの42日間に渡り、連日セーラー服姿でビラ配りを行ったことが多くの人目に触れ、会場は超満員を記録した[15]。
- 5月27日、42日間連続ビラ配り行脚中に取材を受けたフジテレビ「モウソリスト」が全国でオンエアされる[16]。
- 6月8日、名古屋のサーキットフェス「SAKAE SP-RING2014」に出演。告知として「巨乳撲滅運動実施中」と書かれたステッカーを開催2日間配り歩き、出演会場となったHIGASHI SAKURA STUDIOが入場規制寸前の大盛況となる。
- 6月11日、アイドルグループBiSのエヴィゾリ化計画に賛同し、YouTubeで動画を公開。神永ミサキのポロリが話題となり、ダントツの再生回数を記録[17]。
- 6月15日、神永ミサキが4月頃より活動を始めたバンドマン自画撮り部が、グラビアアイドル倉持由香（グラドル自画撮り部 部長）の公認となり、各情報サイトにて報道される[18]。
- 7月5日、大阪のサーキットフェス「見放題2014」に出演。会場外に長蛇の列ができるほどの入場規制となった[19]。
- 7月9日、セカンドアルバム「BLUE」をスペースシャワーネットワークより全国発売。
- 7月12日、東京のサーキットフェス「TOKYO BOOTLEG CIRCUIT'14」に出演。
- 7月22日、下北沢SHELTERにて企画公演「東西変人大集合」を開催。打首獄門同好会、クリトリック・リス、ぱいぱいでか美、AWABIES、知沙ちゃんが出演した。
- 8月19日、神永ミサキの地元・茨城の水戸LIGHT HOUSEを皮切りに全国13都市に及ぶ全国ツアーがスタート。
- 9月15日、埼玉スタジアム2002で開催される「ぐるぐる回る2014」に4月のゲリラライブが決め手となり出演[20]。
- 11月6日、ヨシヤマモエの誕生日にツアーファイナル「かわいいの押し売りツアーファイナル～来ないと呪う～」が下北沢SHELTERにて開催。
- 12月29日、東京「EXTRA!!! 2014 final event ～DAY～」、「セクシーハラスメント! 年末取り締まり強化イベント!」出演。
- 12月31日、東京「Beat Happening! CountDownPanic!」出演。　この日のライブを持って戸田らら美脱退。

2015年
- 1月21日、東京「EMTG MUSIC presents 袖の下レコード×ぽわん合同企画「探せ!袖の下 」×「鳴らせ!袖の下」 対決バトル『サガソデ♪ナラソデ♪』Vol,1」に出演。
- 2月29日、東京「EMTG MUSIC presents 袖の下レコード×ぽわん合同企画「探せ!袖の下 」×「鳴らせ!袖の下」 対決バトル『サガソデ♪ナラソデ♪』Vol,2」に出演。
- 2月25日、愛知「Jack in the Box 2015」に出演。
- 3月7日、東京「mihoudai.tokyo'15」に出演。
- 3月14日、熊本「HAPPY JACK 2015」に出演。
- 3月15日、愛知「Cutie×Cutie PopRock Party」に出演。
- 3月20日、東京「EMTG MUSIC presents 袖の下レコード×ぽわん合同企画「探せ!袖の下 」×「鳴らせ!袖の下」 対決バトル『サガソデ♪ナラソデ♪』Vol,3」に出演。
- 4月1日、東京、新宿Motionで行われたワンマンライブにてマリナティシャンが正式加入。メンバーの改名発表。
- 4月4日、東京「高円寺周遊フェスBOYS ON DREAM～一生青春!!～」に出演。
- 5月4日、新潟「Niigata Rainbow ROCK Market 2015」に出演。
- 5月10日、京都「いつまでも世界は…第四回」に出演。
- 5月13日、東京「CHELSEA HOTEL PRESENTS「水曜日は無料ライブの日」～ガールズトーク14～」に出演。
- 5月30日、東京「Shimokitazawa SOUND CRUISING 2015」に出演。
- 6月3日、大阪「女戦 vol.1 ～負けられない戦いがある～戦友～」に出演。
- 6月10日、東京「clubEARTH 9th Anniversary」に出演。
- 6月16日、東京「LUI FRONTiC 赤羽JAPAN×ぽわん共同企画「SEKAI NO SUKIMA～イバショナイvol.1～」」に出演。
- 7月4日、大阪「見放題2015」に出演。
- 7月11日、東京「TOKYO BOOTLEG CIRCUIT'15」に出演。
- 7月25日、東京「渋谷フレンズ Vol.01」に出演。
- 8月2日〜9月15日、ツアー「目指せ! 脱マイTOUR」開催。
- 8月6日、大阪「ぽわん&club vijon pre.「目指せ!脱マイTOUR」」に出演。
- 8月16日、福岡「FUKUOKA GIRLS ATTACK!! ver.2」に出演。
- 9月3日、宮城「MOZIKA vol.5」に出演。
- 12月25日、あししオポチュニティーの加入が発表[8]。

2017年
- 7月、メイビーモエ（Vo）、マリナティシャン（B）が脱退。バンドの解散がオフィシャルサイトで発表される[21]。
- 9月、「新潟いわむロックFESTIVAL」への出演をもってバンド解散。

2019年
- 2月、元メンバーの了承を得た上で、メイビーモエ（Vo, G）一人でバンドを再始動させることを発表[22]。

## ディスコグラフィ

### シングル
|     | 発売日        | タイトル                 | 規格品番  | 収録曲                                                                         | 備考           |
| --- | ------------- | ------------------------ | --------- | ------------------------------------------------------------------------------ | -------------- |
| 1st | 2013年11月4日 | セーラー服を着させて e.p |           | 1. セーラー服を着させて 2. ボーイフレンド(仮) 3. 下北バンドマンと女子高生の夜  | ライブ会場限定 |
| 2nd | 2015年3月11日 | MUSIC＞＞＞＞＞＞BED e.p | WAKRD-049 | 1. BED ON＞＞＞＞＞＞MUSIC 2. ジェイポップ大崩壊 3. ゆうぇす感 4. ネオンタウン | WAIKIKI RECORD |

### アルバム
| # | タイトル                        | リリース日     | レーベル                            | 収録曲 | 規格品番  |
| - | ------------------------------- | -------------- | ----------------------------------- | --- | --------- |
| 1 | GPO(グレート・ポワン・オンガク) | 2013年6月5日   | HinekuRecords /PCI MUSIC            | 1. バンドマンの彼に恋をしたお話< 2. Kiss-My-Hoppe2(キスマイホッペチュー) 3. シャンパンチラリズム 4. 憂鬱なティティ 5. ぐちゃぐちゃだ 6. 復縁工作員 7. 駒場東大前                                                  | HNKR-0001 |
| 2 | BLUE                            | 2014年7月9日   | HinekuRecords /SPACE SHOWER NETWORK | 1. かわいいっていわないと呪う 2. サイダーの泡、恋模様 3. 一夏恋 4. しょおなんのかぜ 5. ボーイフレンド(仮) 6. LUE 7. 8/6 8. Bouns Track.おやすみですから                                                           | DQC-1293  |
| 3 | ボーイ・ミーツ・マイナーガール  | 2015年07月08日 | WAIKIKI RECORD                      | 1. マイナーガール 2. でゅんでゅんTHEわーるど 3. チェリーボーイ 4. Kiss-My-Hoppe2 5. 女の子と男の子 (もえちゃんとくぼたせんぱいver) 6. シャンパンチラリズム'15 7. みずいろfeat.クボタマサヒコ 8. お話しようよ (BT) | WAKRD-051 |

## ミュージックビデオ
| 監督                             | 曲名 |
| サカモトヨウイチ                 | 「お話ししようよ」                                                                                               |
| ファズミサキ                     | 「でゅんでゅんTHEわーるど」                                                                                      |
| ぽわん                           | 「セーラー服を着させて」「バンドマンの彼に恋をしたお話」「下北バンドマンと女子高生の夜」「サイダーの泡、恋模様」 |
| メイビーモエ                     | 「女の子と男の子(feat.クボタマサヒコ)」「チェリーボーイ」                                                        |
| メイビーモエ、ファズミサキ       | 「シャンパンチラリズム'15」「みずいろ(feat.クボタマサヒコ)」                                                     |
| メイビーモエ、ファズミサキ、箪笥 | 「マイナーガール」                                                                                               |
| Jumpei Yamada                    | 「かわいいっていわないと呪う」                                                                                   |
| yasuyuki yoshida                 | 「Kiss-My-Hoppe2(キスマイホッペチュー)」                                                                         |
| ヨシヤマモエ                     | 「ジェイポップ大崩壊」                                                                                           |

## 出演
- テレビ
  - フジテレビ - 「モウソリスト」
  - BSスカパー - 「FULL CHORUS」
- ラジオ
  - 文化放送 - 「リッスン? 〜Live 4 Life〜」